# Hidrometal·lúrgia
La hidrometal·lúrgia és la branca de la metal·lúrgia que cobreix l'extracció i recuperació de metalls utilitzant solucions líquides, aquoses i orgàniques. Es basa en la concentració de solucions de diversos elements d'interès metalls, presents com a ions, que per a reaccions reversibles i diferències físiques de les solucions són separats i aïllats de forma específica. Com a resultat s'obté una solució rica en l'ió d'interès i amb característiques propícies per a la propera etapa productiva.
En general, els metalls extrets per aquesta tècnica provenen dels minerals anteriorment lixiviats en mitjans sulfat, clorur, amoniacal, etc. Metalls com el coure, el níquel, el vanadi, el crom i l'urani són extrets d'aquesta manera. Per aquest últim metall, es va donar començament a la hidrometal·lúrgia durant l'auge de la indústria nuclear recolzada econòmicament per la segona guerra mundial i posteriorment per la guerra freda. Els processos hidrometal·lúrgics normalment operen a temperatures baixes (en el rang de 25 °C a 250 °C). Les pressions d'operació poden variar d'uns pocs kPa (kilopascals) (buit) fins a pressions tan altes com 5000 kPa. El punt fort de la hidrometal·lúrgia rau en la gran varietat de tècniques i combinacions que poden ser usades per a separar metalls una vegada que han estat dissolts en la forma d'ions en solució aquosa.
El procés hidrometal·lúrgic més important és el colat, mitjançant el qual el mineral desitjat es va dissolent selectivament, encara que comunament també són freqüents els processos de lixiviació i biolixiviació dins de la metal·lúrgia contemporània.